# Batalla de Kilrush
La batalla de Kilrush tuvo lugar al comienzo de las Guerras confederadas de Irlanda el 15 de abril de 1642, poco después de la rebelión irlandesa de 1641. En ella se enfrentaron un ejército realista mandado por el conde de Ormonde, y Richard Butler, Vizconde Mountgarret, que dirigía las tropas confederadas irlandesas durante la rebelión irlandesa de 1641. Ormonde y Mountgarret eran primos, ambos miembros de la familia Butler.

## La batalla
Las tropas de Ormonde abandonaron Dublín el 2 de abril y marcharon sin oposición desde Naas hasta Athy (5 abril) y luego a Maryborough (ahora Portlaoise; 8 abril), reabastecieron a las guarniciones realistas y enviaron fuerzas de caballería en apoyo de los contingentes estacionados en Carlow y Birr, antes de regresar a Athy el 13 de abril. Tras partir a las 6 de la mañana del día 15 y con intención de evitar enfrentamientos, en su marcha hacia Dublín, las tropas gubernamentales fueron bloqueadas por las milicias de Mountgarret en Kilrush, 2 millas al sur de Suncroft, entre Kilcullen y Moone al sureste de Kildare. Aunque en inferioridad numérica, Ormonde consiguió dirigió derrotar a los rebeldes y alcanzó Dublín el 17 de abril.
El Dublin Penny Journal de los años 1800 afirmaba:
“La tierra alrededor de Inch Castle es remarcablemente llana, con la excepción de dos riscos que corren de manera casi paralela hacia el norte desde el castillo, con una marisma entre ambos. Fue en estos altos donde los ejércitos de Ormond y Mountgarrett, en 1642, marcharon a la vista el uno del otro, la tarde previa a la batalla de Kilrush; el de Ormond en las tierras altas de Ardscull, Fontstown, y Kilrush, mientras los rebeldes de Mountgarrett, con el apoyo de los Señores de Dunboyne e Ikerrin, Roger O'Moore, Hugh O'Byrne, y otros dirigentes de Leinster, procedían en la misma dirección a lo largo de las alturas de Birtown, Ballyndrum, Glasshealy, y Narraghmore. Mountgarrett, siendo superior en número, y ansioso por la batalla, adelantó a las fuerzas de Ormond, y se situó sobre Bull Hill y Kilrush, interceptando completamente cualquier avance de Ormond a Dublín; un enfrentamiento general se hizo inevitable. El ala izquierda de los irlandeses quedó rota por la primera carga; el ala derecha, animada por sus líderes, mantuvo la pugna durante algún tiempo, pero finalmente se retiró a una elevación cercana, llamada desde entonces Battlemount; aquí se desbandaron, juyeron y fueron perseguidos con gran mortandad, por las tierras sobre las que habían marchado el día anterior. Esta victoria fue considerada de tal importancia que Ormond fue presentado por el Gobierno irlandés con una joya, valorada en £50.”
Un relato contemporáneo de la batalla se dio en un panfleto:
"Relación del Capitán Yarner de la Batalla luchada en Kilrush al 15.º día de Abril, por mi Señor de Ormond, quien con 2,500 Soldados y 500 Caballos, derrotó al Ejército del Señor de Mountgarret, constando de 8,000 Soldados y 400 Caballos, todos bien armados, y elegidos en ocho Condados. Junto con una Relación de los hechos de nuestro Ejército, del día segundo al final de Abril, 1642."
La vida de Ormonde del historiador Jacobita Thomas Carte (1736) describe la campaña y las bajas de la batalla:
"En esta batalla allí veinte ingleses fueron muertos y cuarenta heridos... Los rebeldes tuvieron sobre setecientos muertos, varios coroneles entre ellos".